# Eumerus quadrimaculatus
Eumerus quadrimaculatus är en tvåvingeart som beskrevs av Macquart 1855. Eumerus quadrimaculatus ingår i släktet månblomflugor, och familjen blomflugor. Inga underarter finns listade i Catalogue of Life.